# 維馬拉·佩雷斯

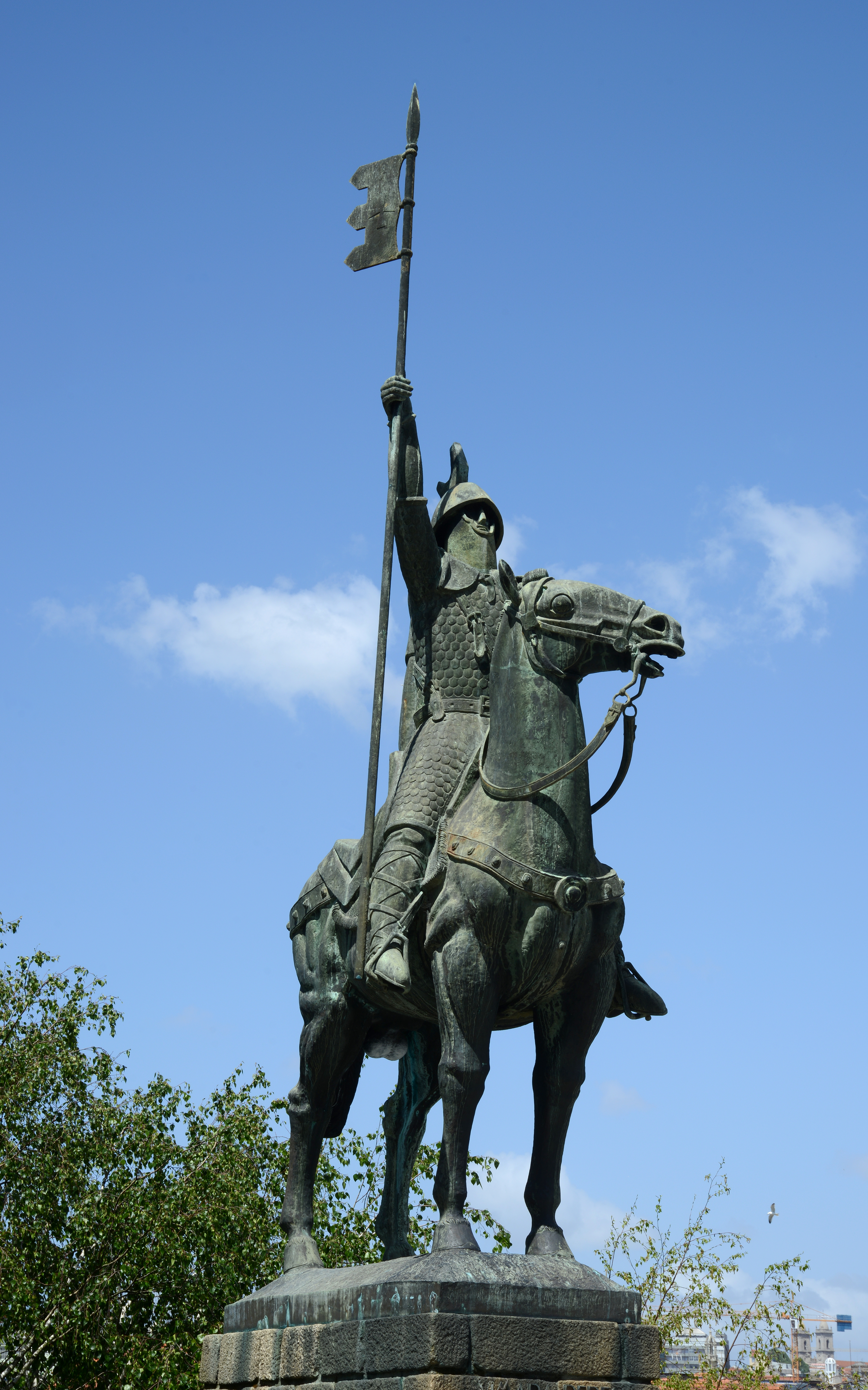
維馬拉‧佩雷斯的銅像

維馬拉‧佩雷斯（Vímara Peres，873年卒於加利西亞）是一位9世紀的貴族，曾擔任第一任葡萄牙伯爵。维马拉是阿斯图里亚斯君主阿方索三世的附庸，阿方索三世曾派他征服加利西亚西部沿海的摩尔人。868年，维马拉·佩雷斯在征服杜罗河以北地区后被阿方索三世封为葡萄牙伯爵。